# Молитва до Пресвятої Тройці
Початкова молитва до Пресвятої Тройці, або «Пресвята Трійця» (грец. Παναγία Τριάς) — перша фраза однієї з трьох початкових молитов усіх православних богослужбових наслідувань, де слово Трійця вжито в стародавньому кличному відмінку — «Тройце!». Ця молитва читається (іноді співається) щоразу у складі початкових молитов (звичайний початок) і у складі «Трисвятого за Отче наш». Крім цієї, початкової та короткої, молитви, існує ще безліч інших православних молитов до Пресвятої Тройці в різних чинопослідуваннях.

## Походження
Про походження молитви «Пресвята Тройця», за відомостями Михайла Скабалановича, не відомо нічого достеменно. Вона міститься у складі звичайного початку, що, можливо, вказує на колишню присутність у його складі Символу віри.

### УОрієнтальних православних церквах
У коптському Часослові вона міститься не в чині служб, а в чині вечірніх молитов після «Святий Боже» і має більш давню форму: «Пресвята Тройце, помилуй нас; Господи, очисти гріхи наші; Владико, прости беззаконня наші; Святий, посіти і зціли немочі наші імени твого ради.
Господи, помилуй (3). Слава Отцю, і Сину, і Святому Духові, і нині, і повсякчас, і на віки віків. Амінь».
В Ефіопській православній церкві ця молитва входить до складу служб після Трисвятого, перед Отче наш у наступній редакції: "Пресвята Тройця, ущедри нас; Пресвята Тройця, пощади нас; Пресвята Тройця, помилуй нас. Господи, пробач гріхи наші; Господи, залиши нам беззаконня та гріхи наші; Господи, відвідай немочі в людях і зціли їхнє ім'я заради Святого Твого".

## Сенс
Цією молитвою той, хто молиться, звертається спочатку до трьох осіб Святої Трійці разом («Пресвята Тройця»), потім окремо просить порятунку від гріхів у різних виразах у Отця («Господи»), Сина («Владико») і Святого Духа («Святий»). Оскільки Бог єдиний, ім'я в Нього також одне, і говориться «заради Твого імені», а не «імен». Останні слова вказують, що прощення гріхів просять не за заслугами, а для прославлення Пресвятої Тройці, тобто щоб Бог врятував не заради чогось іншого, а тільки «заради імені».